# العلاقات الأنغولية الموزمبيقية
العلاقات الأنغولية الموزمبيقية هي العلاقات الثنائية التي تجمع بين أنغولا وموزمبيق.

## مقارنة بين البلدين
هذه مقارنة عامة ومرجعية للدولتين:
| وجه المقارنة                                              | أنغولا           | موزمبيق          |
| --------------------------------------------------------- | ---------------- | ---------------- |
| المساحة (كم2)                                             | 1.25 مليون       | 801.59 ألف       |
| عدد السكان (نسمة)                                         | 29.78 مليون      | 29.67 مليون      |
| الكثافة السكانية (ن./كم²)                                 | 23.82            | 37.01            |
| العاصمة                                                   | لواندا           | مابوتو           |
| اللغة الرسمية                                             | اللغة البرتغالية | اللغة البرتغالية |
| العملة                                                    | كوانزا أنغولي    | متكال موزمبيقي   |
| الناتج المحلي الإجمالي (بليون دولار)                      | 124.21 مليار     | 12.33 مليار      |
| الناتج المحلي الإجمالي (تعادل القوة الشرائية) بليون دولار | 184.83 مليار     | 33.35 مليار      |
| الناتج المحلي الإجمالي الاسمي للفرد دولار أمريكي          | 4.10 ألف         | 529              |
| الناتج المحلي الإجمالي للفرد دولار أمريكي                 |                  | 1.13 ألف         |
| مؤشر التنمية البشرية                                      | 0.533            | 0.416            |
| رمز المكالمات الدولي                                      | +244             | +258             |
| رمز الإنترنت                                              | .ao              | .mz              |
| المنطقة الزمنية                                           | ت ع م+01:00      | ت ع م+02:00      |

## مدن متوأمة
في ما يلي قائمة باتفاقيات التوأمة بين مدن أنغولية وموزمبيقية:
- ترتبط لواندا مع مابوتو باتفاقية توأمة.

## منظمات دولية مشتركة
يشترك البلدان في عضوية مجموعة من المنظمات الدولية، منها:
| علم المنظمة | اسم المنظمة                                 | تاريخ انضمام أنغولا | تاريخ انضمام موزمبيق |
| ----------- | ------------------------------------------- | ------------------- | -------------------- |
|             | البنك الإفريقي للتنمية                      | ?                   | ?                    |
|             | الاتحاد الأفريقي                            | 11 فبراير 1979      | ?                    |
|             | منظمة التجارة العالمية                      | ?                   | ?                    |
|             | مجموعة التنمية لأفريقيا الجنوبية            | ?                   | ?                    |
|             | منظمة الشرطة الجنائية الدولية               | ?                   | ?                    |
|             | منظمة حظر الأسلحة الكيميائية                | ?                   | ?                    |
|             | مجموعة البلدان الناطقة بالبرتغالية          | ?                   | ?                    |
|             | مؤسسة التمويل الدولية                       | 19 سبتمبر 1989      | 24 سبتمبر 1984       |
|             | مجموعة دول أفريقيا والكاريبي والمحيط الهادئ | ?                   | ?                    |
|             | الأمم المتحدة                               | 1 ديسمبر 1976       | 16 سبتمبر 1975       |
|             | وكالة ضمان الاستثمار متعدد الأطراف          | 19 سبتمبر 1989      | 23 نوفمبر 1994       |
|             | الاتحاد الدولي للاتصالات                    | 13 أكتوبر 1976      | 4 نوفمبر 1975        |
|             | يونسكو                                      | 11 مارس 1977        | 11 أكتوبر 1976       |
|             | البنك الدولي للإنشاء والتعمير               | 19 سبتمبر 1989      | 24 سبتمبر 1984       |
|             | مؤسسة التنمية الدولية                       | 19 سبتمبر 1989      | 24 سبتمبر 1984       |
|             | الاتحاد البريدي العالمي                     | ?                   | ?                    |

## وصلات خارجية
- موقع وزارة الخارجية الأنغولية
- موقع وزارة الخارجية الموزمبيقية